# Víctor Laguardia
Víctor Laguardia Cisneros (ur. 5 listopada 1989 w Saragossie) – hiszpański piłkarz występujący na pozycji obrońcy w Deportivo Alavés.